# 3. etape af Vuelta a España 2009
| Stillingen efter 3. etape |                         |           |
| Placering                 | Rytter                  | Tid/point |
| Etapevinder               | Greg Henderson (THR)    | 4:41.01   |
| 2. plads                  | Borut Božič (VAC)       | + 0.00    |
| 3. plads                  | Óscar Freire (RAB)      | + 0.00    |
| 4. plads                  | André Greipel (THR)     | + 0.00    |
| 5. plads                  | William Bonnet (BBO)    | + 0.00    |
| 40. plads                 | Matti Breschel (SAX)    | + 0.00    |
| 43. plads                 | Jakob Fuglsang (SAX)    | + 0.00    |
| Førertrøje                | Fabian Cancellara (SAX) | 9:29.33   |
| 2. plads                  | Greg Henderson (THR)    | + 0.06    |
| 3. plads                  | Gerald Ciolek (MRM)     | + 0.08    |
| 4. plads                  | Tom Boonen (QST)        | + 0.09    |
| 5. plads                  | Tyler Farrar (GRM)      | + 0.12    |
| Pointtrøje                | Tom Boonen (QST)        | 38 p.     |
| 2. plads                  | Tyler Farrar (GRM)      | 33 p.     |
| 3. plads                  | André Greipel (THR)     | 28 p.     |
| Bjergtrøje                | Tom Leezer (RAB)        | 0 p.      |
| 2. plads                  | ingen                   | p.        |
| 3. plads                  | ingen                   | p.        |
| Kombinationstrøje         | Fabian Cancellara (SAX) | 5 p.      |
| 2. plads                  | Tom Boonen (QST)        | 5 p.      |
| 3. plads                  | Greg Henderson (THR)    | 7 p.      |
| Holdkonkurrence           | Liquigas                | 28:29.30  |
| 2. plads                  | Saxo Bank               | + 0.03    |
| 3. plads                  | Garmin-Slipstream       | + 0.06    |

Tredje etape af Vuelta a España 2009 blev kørt d. 31. august 2009 og gik fra Zutphen til Venlo. Løbet fortsatte i Holland med nok en flad etape. Lars Boom fra Rabobank, Jesús Rosendo fra Andalucía-Cajasur og Vacansoleils Johnny Hoogerland gik i et tidligt udbrud og havde for det meste en føring på over 10 minutter. Efter 92 km kørte rytterne ind i Tyskland for første gang i løbets historie, med udbruddet 7 minutter og 30 sekunder foran hovedfeltet. Hovedfeltet havde fuld kontrol på rytterne i front, og kørte Boom og Hoogerland ind efter 159 km, mens Rosendo rykkede fra sine to udbrudskammerater lige før de blev indhentet. Spanieren gjorde et ærligt forsøg, men måtte kaste håndklædet i ringen omkring 12 km før mål. Derfra handlede alt om sprinterholdene. Quick Step satte farten op mens Columbia prøvede at sætte sin sprinterkaptajn André Greipel i position. Tilslut viste det sig at være Greipels leadoutman Greg Henderson som trak det længste strå i spurten. Dette var New Zealands anden etapesejr i Vueltaen, den første blev vundet af Paul Jesson i 1980. Dette var Hendersons største sejr på landevejscyklen frem til da.
- Etape: 3
- Dato: 31. august
- Længde: 189,7 km
- Gennemsnitshastighed: 40,50 km/t

## Pointspurter

### 1. spurt (Kellen)
Efter 104,5 km
| Plads | Rytter                  | Point | Sek |
| ----- | ----------------------- | ----- | --- |
| 1.    | Lars Boom (RAB)         | 4     | 6   |
| 2.    | Jesús Rosendo (ACA)     | 2     | 4   |
| 3.    | Johnny Hoogerland (VAC) | 1     | 2   |

### 2. spurt
Efter 152,9 km
| Plads | Rytter                  | Point | Sek |
| ----- | ----------------------- | ----- | --- |
| 1.    | Johnny Hoogerland (VAC) | 4     | 6   |
| 2.    | Lars Boom (RAB)         | 2     | 4   |
| 3.    | Jesús Rosendo (ACA)     | 1     | 2   |

### Mål (Venlo)
Efter 189,7 km
| Plads | Rytter                       | Point | Sek |
| ----- | ---------------------------- | ----- | --- |
| 1.    | Greg Henderson (THR)         | 25    | 20  |
| 2.    | Borut Božič (VAC)            | 20    | 12  |
| 3.    | Óscar Freire (RAB)           | 16    | 8   |
| 4.    | André Greipel (THR)          | 14    |     |
| 5.    | William Bonnet (BBO)         | 12    |     |
| 6.    | Tom Boonen (QST)             | 10    |     |
| 7.    | Roger Hammond (CTT)          | 9     |     |
| 8.    | Wouter Weylandt (QST)        | 8     |     |
| 9.    | Stuart O'Grady (SAX)         | 7     |     |
| 10.   | Jürgen Roelandts (SIL)       | 6     |     |
| 11.   | Tyler Farrar (GRM)           | 5     |     |
| 12.   | Francisco José Pacheco (MCO) | 4     |     |
| 13.   | Daniele Bennati (LIQ)        | 3     |     |
| 14.   | Sébastien Chavanel (FDJ)     | 2     |     |
| 15.   | Leonardo Duque (COF)         | 1     |     |

## Resultatliste
|    | Navn                   | Land           | Hold                  | Tid     |
| -- | ---------------------- | -------------- | --------------------- | ------- |
| 1  | Greg Henderson         | New Zealand    | Team Columbia-HTC     | 4:41.01 |
| 2  | Borut Božič            | Slovenien      | Vacansoleil           | + 0.00  |
| 3  | Óscar Freire           | Spanien        | Rabobank              | + 0.00  |
| 4  | André Greipel          | Tyskland       | Team Columbia-HTC     | + 0.00  |
| 5  | William Bonnet         | Frankrig       | Bbox Bouygues Télécom | + 0.00  |
| 6  | Tom Boonen             | Belgien        | Quick Step            | + 0.00  |
| 7  | Roger Hammond          | Storbritannien | Cervélo TestTeam      | + 0.00  |
| 8  | Wouter Weylandt        | Belgien        | Quick Step            | + 0.00  |
| 9  | Stuart O'Grady         | Australien     | Team Saxo Bank        | + 0.00  |
| 10 | Jürgen Roelandts       | Belgien        | Silence-Lotto         | + 0.00  |
| 11 | Tyler Farrar           | USA            | Garmin-Slipstream     | + 0.00  |
| 12 | Francisco José Pacheco | Spanien        | Contentpolis-Ampo     | + 0.00  |
| 13 | Daniele Bennati        | Italien        | Liquigas              | + 0.00  |
| 14 | Sébastien Chavanel     | Frankrig       | Française des Jeux    | + 0.00  |
| 15 | Leonardo Duque         | Colombia       | Cofidis               | + 0.00  |